# Geoff Masters

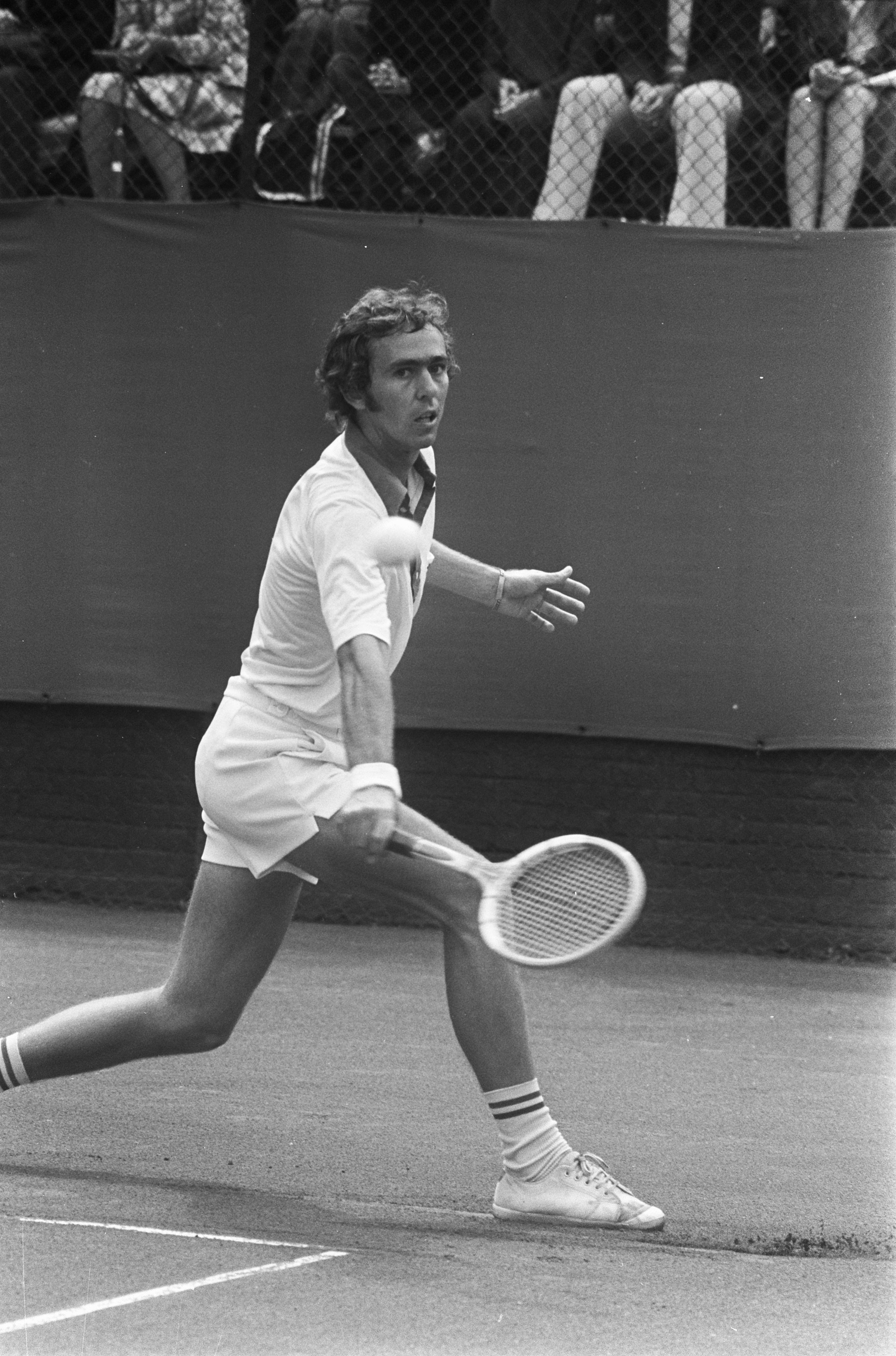
Geoff Masters (1973)

Geoff Masters (n, 19 de septiembre de 1950) es un jugador australiano de tenis. En su carrera conquistó 3 torneos ATP de individuales y 23 torneos ATP de dobles. Su mejor posición en el ranking de individuales fue el Nº42 en marzo de 1973. En 1975 llegó a cuartos de final del Abierto de Australia.